# Scott Parker
Scott Matthew Parker (Lambeth, 13 de outubro de 1980) é um treinador e ex-futebolista inglês que atuava como meio-campista. Atualmente está sem clube.
Foi eleito o Futebolista Inglês do Ano pela FWA na temporada 2010-11.

## Carreira
Parker foi revelado nas categorias de base do Charlton Athletic, estreando profissionalmente em 23 de agosto de 1997, quando tinhas apenas dezesseis anos, na partida contra o Bury (0 a 0). Dois meses depois, quando completou dezessete, assinou seu primeiro contrato profissional. Em seguida, durante suas primeiras três temporadas no clube, foi reserva, disputando 28 partidas durante o período, tendo anotado um gol. Para ganhar experiência, foi emprestado durante dois meses ao Norwich City, tendo disputando apenas seis partidas e marcando seu segundo gol como profissional, na derrota para o Sheffield Wednesday (3 a 2).

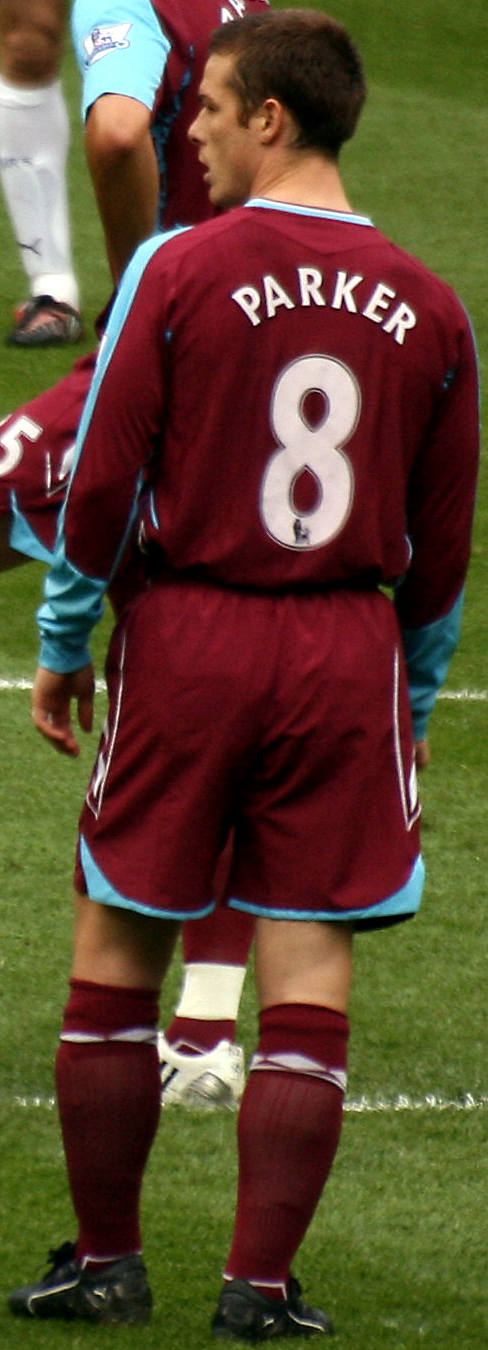
Parker durante uma partida do West Ham

Mesmo retornando mais experiênte, Parker iniciou como reserva na equipe, mas acabou se tornando titular quando o então capitão da equipe, Mark Kinsella, se lesionou durante uma partida. Após retornar do departamento médico, Kinsella não conseguiu retomar sua posição de titular, tendo Parker se tornado um dos principais atletas no elenco. Suas grande atuações renderam várias propóstas, tendo acertado sua transferência em 30 de janeiro de 2004 ao Chelsea, que pagou dez milhões de libras. Sua transferência acabou sendo muito criticada nos lados de Charlton, principalmente pelo treinador do clube na época, Alan Curbishley (que futuramente, seria responsável por sua ida ao rival West Ham United).
Tendo chegado durante a temporada, como reserva dos titulares Claude Makélélé e Frank Lampard, Parker disputou dezessete partidas e marcado seu único tento na vitória sobre o Portsmouth (2 a 0). Após o término do campeonato, foi eleito o melhor jogador jovem da temporada. Em sua segunda temporada, suas chances rarearam com as contratações de Arjen Robben e Tiago, ainda mais quando sofreu uma grave lesão na partida contra sua ex-equipe, o Norwich. E, para piorar sua situação, ainda foi contrato mais um meia: Jiří Jarošík, aumentando os rumores que Parker deixaria o clube após o término da temporada.
Os rumores acabaram se concretizando e Parker se transferiu para o Newcastle United, que pagou seis milhões e meio de libras. Parker teve um início regular na equipe do Newcastle, sendo um dos poucos não criticados durante as péssimas campanhas dos Magpies. Marcou seu primeiro tento na derrota para o Charlton (3 a 1). No ano seguinte, quando a temporada estava quase acabando, Parker sofreu uma lesão, perdendo o restante das partidas, acabando com suas chances de disputar a Copa do Mundo de 2006. Quando retornou, na temporada seguinte, conquistou a Copa Intertoto da UEFA e, foi nomeado pelo então treinador Glenn Roeder como novo capitão da equipe, após a saída do ídolo Alan Shearer.
Com sua ótima temporada no Newcastle, recebeu diversas propostas, tendo aceito a do West Ham United, treinador por Alan Curbishley, que fora seu treinador na época do Charlton, que pagou sete milhões de libras. Sua estreia aconteceu apenas em 29 de setembro de 2007, devido a uma lesão, na partida contra o Arsenal (1 a 0). Porém, acabou se lesionando novamente, sendo substituído na metade da partida por Hayden Mullins. Seu primeiro gol aconteceu em 22 de dezembro, quando marcou o tendo da vitória aos noventa minutos de partida, contra o Middlesbrough (2 a 1).
Mesmo tendo iniciado a disputa da segunda divisão pelo West Ham na temporada 2011/12, foi anunciado sua transferência para o Tottenham Hotspur em 31 de agosto de 2011. Permaneceu no clube durante duas temporadas, acertando sua transferência para o Fulham em 19 de agosto de 2013, assinando um contrato de três temporadas.

## Seleção nacional
Parker representou a Inglaterra em todas categorias de base, tendo disputado onze partidas pela sub-21, disputando o Campeonato Europeu na categoria em 2002. Sua estreia na equipe principal aconteceu no ano seguinte, no amistoso disputado em 16 de novembro de 2003 contra à Dinamarca. Parker entrou aos 66 minutos de partida, substituído Wayne Rooney, mas não evitou a derrota por 3 a 2. Sua segunda partida aconteceu contra a Suécia, em 31 de março de 2004. Disputaria sua terceira partida contra a Croácia na fracassada campanha para se classificar para a disputa da Eurocopa 2008, durante o comando de Steve McClaren. Mesmo nunca tendo atuado pela seleção durante o período de Fabio Capello como treinador, foi nomeado em 11 de maio de 2010 como um dos trinta convocados para a disputa da Copa do Mundo de 2010, mas acabou ficando de fora da lista final.